# Háromszék (napilap)
Háromszék független napilap, székhely: Sepsiszentgyörgy. Az 1989-es fordulat után indult. Értékes beszámolókat nyújt a romániai magyarságot érintő politikai, társadalmi, kulturális gondokról és eredményekről, különös tekintettel a háromszéki régióra vonatkoztatva. 1992-2010-ig Farkas Árpád költő, publicista volt a főszerkesztő, 2010. október 29. óta Farcádi Botond, főmunkatársai: Bogdán László, Kisgyörgy Zoltán: http://www.3szek.ro/load/Impresszum

## Előzmények
Alapító főszerkesztője Dali Sándor. 1968 - 1989. december 22. között Megyei Tükör néven Kovászna megye pártbizottságának  (Háromszék) lapja volt. 1989. december 23-tól az első főszerkesztő Magyari Lajos költő. A lap az 1989-es decemberi fordulat első óráiban minden kapcsolatot megszakított bármilyen politikai vagy civil szervezettel.
A lapot 1989 december 22. kora délutánján (Sepsiszentgyörgy történetének legnagyobb sztrájkja és tömegtüntetése, a párt és állami, így az erőszakszervek tagjainak elmenekülése napján)  alapította független polgári napilapként a Megyei Tükör belső munkatársainak egy csoportja[1], egyúttal megválasztva Magyari Lajos személyében az új főszerkesztőt is, aki címet javasolt és ezzel  programot is adott a Háromszéknek.  Akkori és később csatlakozott belső munkatársai a következők lettek: Áros Károly,  Simó Erzsébet, Kisgyörgy Tamás, Gajzágó Márton, Sylvester Lajos, Incze Ibolya, Páljános Mária, B. Kovács András, Albert Levente,  Tompa Ernő, Nagyhalmágyi József,  Péter Sándor, Nagy László Mihály, Gáspár Éva, Torma Sándor, Jecza Tibor, Matekovics János, Benkő Levente, Iochom István, Ferencz Csaba, Fekete Réka, Csinta Samu, Farkas Réka, Mózes László, Szekeres Attila, Demeter J. Ildikó, Tibodi Ferenc, Váry O. Péter, Bodor János, Hecser László, Gazda Zoltán, Demeter Virág Katalin, Domokos Péter, Horváth Alpárt, Willmann Walter, Kuti János, Józsa Zsuzsanna, Czegő Csongor, Miska Brigitta, Nagy B. Sándor, Nagy D. István, Csala Klára, Málnási Emese, Szabó Kriszta Botha Ágnes, T. Dietrich Kriszta, Sándor Teréz, Péter Laura és férje, Bernád Ella, Dancs Sarolta stb. A terjesztő hálózatot Torma Csaba vezette.

## Szerkesztőbizottsági tagok (2011)
- Farkas Árpád (elnök)
- Áros Károly (sport)
- Farkas Réka (szervezeti élet)
- Mózes László (riport)
- Szekeres Attila (közigazgatás)
- Váry O. Péter (önkormányzat)

## Ismert munkatársai
- Márkó Imre
- Sebestyén Péter
- Sikó Barabási Sándor
- Sugár Teodor
- Szőts Dániel
- Tapodi Zsuzsa

## Természetvédelmi és honismereti melléklete
A lap Nemere című melléklete „Természetjárás–Honismeret–Környezetvédelem” alcímmel 1990. július 31-én indult Kisgyörgy Zoltán geológus szerkesztésében, Kakas Zoltán társszerkesztővel. Felvételekkel, rajzokkal és térképekkel illusztrált kétoldalas melléklet. Főleg a földrajz, földtan, természetjárás, honismeret, környezetvédelem, barlangászat, madártan, botanika, állattan, őslénytan, borvízkutatás, néprajz, utazás tárgyköréből közölt tudományos tárgyú írásokat.
Széles körű szakavatott írógárdájában az ismert nevek mellett, mint Beder Tibor, Kászoni Zoltán, Kónya Ádám, Puskás Attila, a korszerű ökológia és turisztika egész iskolája került a nyilvánosság elé. 1993. január 28-tól ezt a gazdag témakört a minden hét szerdáján megjelenő Magazin c. melléklet folytatja.